# ディーバッハ
ディーバッハ (ドイツ語: Diebach) は、ドイツ連邦共和国バイエルン州ミッテルフランケンのアンスバッハ郡に属す町村（以下、本項では便宜上「町」と記述する）で、シリングスフュルスト行政共同体の一員。

## 地理

### 位置
ディーバッハは、ローテンブルク・オプ・デア・タウバー南部のタウバー川の渓谷に位置する。

### 隣接する市町村
- インジンゲン
- ゲープザッテル
- ヴェトリンゲン
- シリングスフュルスト
- ヴェルニッツ

### 自治体の構成
この町は、公式には10の地区 (Ort) からなる。このうち小集落や孤立農場などを除く集落を以下に列記する。
- ベラースハウゼン
- ディーバッハ
- オーバーエストハイム
- ウンターエストハイム

## 歴史
ディーバッハは、紀元700年頃に創設された。ディーバッハ領主の通行税徴税および防衛用の城は、1236年にはすでに文献上に記録が遺されている。1557年から1651年の間、ローテンブルクの門閥フュルブリング家の所領となった。三十年戦争の時代には、オーバーエスターライヒからのプロテスタント難民がディーバッハに流入した。そのうちの一人であるシュトッケラウのマティアス・パンツァーは、1651年に城を獲得したが、その後所有者はたびたび変わった。1803年にこの村は、バイエルン領となった。1817年に老朽化したディーバッハ城は解体撤去された。1818年に自治体としてのディーバッハが創設された。1978年にそれまで独立した自治体であったベラースハウゼン、ディーバッハ、エストハイムが合併し、現在の形となった。

## 行政

### 紋章
赤地。基部から上部に尾を引く銀の三角図形。その内部は、最下部に青い波帯、その上に黒い木の葉型の飾りのある冠。赤地の向かって左側は、垂直に立った銀の炉の火格子。向かって右側は、右手に銀の睡蓮を持った銀の人魚。

## 引用
1. ↑  https://www.statistikdaten.bayern.de/genesis/online?operation=result&code=12411-003r&leerzeilen=false&language=de Genesis-Online-Datenbank des Bayerischen Landesamtes für Statistik Tabelle 12411-003r Fortschreibung des Bevölkerungsstandes: Gemeinden, Stichtag (Einwohnerzahlen auf Grundlage des Zensus 2011)
2. ↑  Bayerische Landesbibliothek Online